# Østrigs nationalvåben
Østrigs nationalvåben (tysk: Bundeswappen Österreichs) med det rød-hvide-røde skjold og den østrigske ørn blev indført i 1919, erstattet med en kvaternionsørn fra 1934 til 1938, og blev genindført i 1945 i en lettere modificeret udgave (de sprængte kæder blev tilføjet).
Det østrigske nationalvåben er reguleret gennem loven af 28. marts 1984 om våbenet og andre højhedssymboler for Republikken Østrig.

## Beskrivelse

### Udseende
Den 8. maj 1919 blev det besluttet at benytte den éthovedede ørn i våbenet, hvorved den dobbelthovedede ørn, som symboliserede dobbeltmonarkiet, blev "delt" (de østlige dele af riget var bortfaldet, og derfor var det logisk og konsekvent at fjerne hovedet, der skuede mod øst).
Det viser en fritsvævende, éthovedet, sort, med guld bevæbnet ørn med rød tunge, hvis bryst bærer et rødt skjold med en sølv tværbjælke. Ørnen bærer på sit hoved en gylden murkrone med tre synlige spidser. Begge kløerne er omsluttet af en sprængt kæde. Den bærer i venstre klo en gylden segl med en indadvendt æg, og i højre en gylden hammer.
Der findes to forskellige versioner af våbenet: En kunstnerisk udgave, hvor ørnens fjer er vist detaljeret, samt en heraldisk udgave, hvor ørnen udelukkende fremtræder sort. Begge udgaver anvendes i flæng.

### Symbolik
Følgende symboler blev udskiftet i nationalvåbenet i 1919:
- Symbolet på borgerne: Murkronen erstattede kejserkronen
- Symbolet på bønderne: Seglen erstattede det kejserlige rigssværd
- Symbolet på arbejderne: Hammeren erstattede det kejserlige rigsæble

Fra 1938 efter Østrigs anschluss til Tyskland under det tredje rige blev våbnet totalt undertrykt. Efter uafhængigheden i 1945 blev den sprængte kæde tilføjet som symbol på befrielsen fra det nationalsocialistiske diktatur.

## Retlig beskyttelse – anvendelse og brug af nationalvåbenet
Østrigs nationalvåben er bestemt gennem den østrigske forfatning. Derudover er det i enkeltlove reguleret, hvem der må benytte og føre nationalvåbenet. Herudover er det gennem strafferetlige bestemmelser beskrevet, hvordan nedværdigelse af staten og dens symboler (og dermed også nationalvåbenet) skal straffes.
Udover statslige myndigheder er enkelte organisationer og foretagender berettiget til at føre nationalvåbenet. Østrigs ministerium for erhverv og arbejde kan tillade, at foretagender kan føre nationalvåbenet, hvis de gør en særlig indsats for Østrigs erhvervsliv eller fremstår med en særlig stilling indenfor deres erhvervsgren. Endvidere kan alle skoleklasser ophænge et billede af nationalvåbenet i stedet for præsidenten eller forbundslandets regeringschef.

## Historie

### Skjoldets oprindelse
Ørnens brystskjold, der på tysk kaldes Bindenschild, er et symbol for det østrigske hertugdømme, som landmæssigt i dag cirka svarer til Niederösterreich og store dele af Oberösterreich.
Det senere lærkevåben for Niederösterreich med de fem ørne ("lærkerne") var oprindelig det fælles våben for Huset Habsburgs besiddelser i østalperne. Anvendelse af de to våbenskjolde blev byttet rundt i det 14. århundrede under Rudolf 4.
I følge legenden går det rød-hvid-røde skjold tilbage til belejringen af Akko i det tredje korstog, hvor også hertug Leopold 5. deltog. Det hedder sig, at efter slaget skulle hans hvide dragt være helt gennemblødt af blod kun med en hvid stibe, hvor han bar sit bælte. Stik mod denne legende går farverne rød-hvid-rød formodentlig tilbage til den sidste Babenberger Friedrich 2. "den stridbare" (1210-1246), der som tegn på hertugdømmets større uafhængighed af riget omkring 1230 fik sig et nyt våbenskjold. Ældste bevis herfor er et vokssegl fra 30. november 1230, som findes i Kloster Lilienfeld.

### Ørnens oprindelse
Grundlæggende stammer alle ørnene i østrigsk heraldik fra det (éthovede) felttegn for den romerske legion.
Allerede under Babenbergerne fandtes en éthovedet ørn.
I 1237 blev den dobbelthovedede ørn i guld på sort baggrund givet til byen Wien af Friedrich 2. i forbindelse med valget af Konrad 4.
1433 blev kvaternionsørnen indført som symbol for det hellige tysk-romerske rige. Habsburgeren Frans 2. var romersk kejser og lånte dette symbol. Han benyttede en modificeret udgave af kvaternionsørnen fra 1804 til 1867 til det i 1804 nygrundlagte kejserrige. 1867 blev det til nationalvåben i realunionen Østrig-Ungarn.
Det østrig-ungarske nationalvåbens symbolik var (meget lig symbolikken for det byzantiske rigsvåben):
Et ørnehoved, der var vendt mod vest symboliserende Cisleithanien (den vestlige del af riget), og det andet, der vendte mod øst, symboliserede Transleithanien (den østlige del af riget).
Den nutidige udførelse med den éthovedede mod vest skuende ørn er blot en logisk følge af, at de østlige dele af riget faldt bort i 1918. Nutidens nationalvåben er derfor en reminiscens af habsburgermonarkiets dobbeltørn.

### Nutidens nationalvåben
Forskellige politiske tolkninger af det nutidige nationalvåben for Republikken Østrig gør det omstridt på grund af dets oprindelse.
Nogle ser republikvåbenet som et nyt symbol, der opstod i 1919. Andre ser modsat det nutidige våben som en modificeret udgave af habsburgermonarkiets våben. Hvad der støtte denne påstand er, at de østrigske forbundslande, som blev kaldt kronlande i monarkiet, har overtaget de monarkisk-kejserlige kronlandevåben i uændret form.

### Dobbeltørnen
Dobbeltørnen, som i 1804 blev lånt af det hellige tysk-romerske rige, og som indtil 1866 var højhedssymbol for det østrigske kejserrige, blev 1867-1915 højhedssymbol for den kongelige og kejserlige institution Østrig-Ungarn. I 1915 blev der indført et nyt fælles våben, som var en kombination af våbnene fra de to rigshalvdele og deres herskerhuse. Mottoet indivisibiliter ac inseparabiliter ("udelelig og uadskillelig"), skulle vise hvor forbundne de forenede stater var i monarkiet.

### Kvaternionsørn:Rigssymbol for det hellige romerske rige
Den hellige romerske riges dobbelthovedede ørn bliver betegnet som kvaternionsørn, som gennem afbildning af medlemsstaternes våben fremstiller riget allegorisk.
Den dobbelthovedede ørn blev det tysk-romerske riges konge og kejsers våbendyr under kejser Sigismund af Luxemburg i 1433 og dermed våbendyr for hele riget. På kvaternionsørnens vingefjer er rigets medlemsstaters våben afbilledet i grupper af fire (heraf navnet kvaternion, der betyder "firhed").
- Kvarternionsørnen benyttet 1433-1806 for det hellige tysk-romerske rige. Udnævnt til rigsvåben af den tysk-romerske kejser Sigismund af Luxemburg. Farvelagt fremstilling fra 1510 af David de Negker baseret på fremstillingen af von Burgkmair.
- Dobbeltørn benyttet 1804–1866 som våbenmærke for kejserriget Østrig samt 1867-1915 som Østrig-Ungarns mellemstore rigsvåben.
- Lille rigsvåben for Østrig-Ungarn som benyttet fra november 1915 til oktober 1918.

### 1918: Tårn-våben
Den 31. oktober 1918 blev både farverne for den nye republik (rød-hvid-rød) samt det af kansler Karl Renner personligt udarbejdede nye nationalvåben besluttet. Våbenet, der opstod under tidspres for at få et segl til 1. verdenskrigs fredsforhandlinger, bestod af et bytårn (borgerstanden) med sorte kvadratsten, røde krydsede hamre (arbejdsstanden) og en gylden æreskrans (bondestanden). Farverne sort-rød-guld blev brugt bevidst for at læne sig op ad de tyske farver; symbolerne forestiller de tre stænder.
Våbnet blev dog trukket tilbage, da det gav anledning til massiv kritik og store protester, bl.a. af heraldikere. Med en ministerrådsbeslutning af 8. maj 1919 blev tårnvåbenet erstattet med ørnevåbenet.